# Belle Epoque
A Belle Epoque (egyes kiadványokon: La Belle Epoque) egy francia diszkóegyüttes volt. A három énekesnő alkotta trió legnagyobb slágere a Black Is Black című dal volt, amely azóta az eurodisco örökzöldjei közé tartozik. Az együttes 1977 és 1981 között létezett.

## Tagok
- Marcia Briscue (*1955)
- Jusy Fortes-Lisboa (*1956)
- Evelyne Lenton (*1945)

## Karriertörténet
Az 1970-es évek második felében világszerte nagy népszerűségnek örvendett a diszkózene. E műfajban különösen sikeresek voltak a női előadók szólóban (Donna Summer, Gloria Gaynor, Amii Stewart, Amanda Lear, Grace Jones, Dee D. Jackson, Tina Charles, Luisa Fernández és mások), duóban (Baccara, Maywood stb.), és különösképpen trióban (Silver Convention, Luv’, Arabesque, À La Carte, The Flirts stb.) Utóbbi esetben a munkamegosztás többnyire az volt, hogy egy vezető énekesnő mellé két háttértáncosnőt szerződtettek, akik főleg külsejükkel és  táncprodukciójukkal járultak hozzá az adott együttes sikeréhez. E recept alapján szerveződött a Belle Epoque is.
A trió hangja (és egyben legidősebb tagja) Evelyne Lenton (Evy) volt, aki kamaszlányként került a popszakmába még az 1960-as évek elején. Ebben nincs is semmi meglepő, hiszen igazi zenészfamíliáról van szó: édesanyja például a nagypapa által szervezett Felice Verrecchia együttesben énekelt annak idején. Evelyne ötévesen zongoraleckéket vett, majd klasszikus és modern táncot tanult. Később elvégezte a párizsi Nanterre Egyetemet, sőt arra is volt ideje, hogy filmrendezést tanuljon. Mellette édesapja együttesében énekelt. 14 éves korában saját együttest alapított. 1962-től komponált és dalszövegeket írt. Franciaországban, Olaszországban és Angliában lépett fel, ismeretségeket és barátságokat kötött, lemezfelvételi lehetőségekhez is jutott, ám a nagy áttörésre sokáig kellett várnia.
A fordulat 1976-ban következett be, mikor Albert nevű fivére felhívta őt Londonban azzal, hogy készítsenek feldolgozást a Los Bravos Black Is Black című 1966-os örökzöldjéből az éppen divatos diszkózene jegyében. Evelyne megérezte a nagy lehetőséget az ajánlatban: a felvétel elkészült, a dal nagy siker lett a diszkóklubokban, és számos országban a slágerlistákon is előkelő helyeken szerepelt. A sláger élő előadásához két dekoratív énekesnőt is szerződtettek: a 21 éves, amerikai Marcia Briscue-t és a mindössze 20 éves, zöld-foki-szigeteki származású Jusy Fortest.
A siker nyomán beindult a gépezet, s immár Rómában megszületett az újabb Belle Epoque-sláger, a Miss Broadway. Ezt a címet kapta az együttes bemutatkozó albuma is, melyen a címadó dal bő 7 perces változatban hallható, a Black Is Black pedig – amely már kislemezen is több mint 5 perc volt – a teljes „B” oldalt kitöltötte, közel 15 perc terjedelemben. A nagylemezt a magyar közönség is jól ismerheti, hiszen annak idején egyike volt azon kevés nyugati albumnak, amely a hazai boltokba is eljutott. Megvásárolható volt nálunk a trió következő LP-je is, az 1978-as Bamalama. A címadó dal több mint 10 perc hosszúságú, és stúdiófelvételből koncertfelvételbe vált át. A kislemezverzió szintén diszkósláger lett. 1979-ben került az üzletekbe (Magyarországon már nem!) a Now című nagylemez, melyről a Jump Down című felvételt szánták húzóslágernek, ám sem a dal, sem az LP nem érte el a korábbi felvételek népszerűségét.
A trió 1981-ig létezett és fellépett, de újabb albumot már nem készített. Evelyne 1982-től szólóban dolgozott tovább. 10 évvel később megpróbálkozott a Belle Epoque felélesztésével. Megjelentek a Black Is Black és a Miss Broadway remixei, de nem keltettek igazán nagy figyelmet, ahogyan az újabb album, a Sunshine Ecstasy sem. Bár 1992-ben az eurodisco nagy sztárcsapata, a Boney M. ismét nagy sikereket könyvelhetett el főleg válogatáslemezeinek köszönhetően, a Belle Epoque mégis kissé elkapkodta a visszatérést. Igazából ugyanis csak az 1990-es évek végén támadt ismét számottevő érdeklődés az eurodisco egykori sztárjai iránt, melynek jegyében többek között Amanda Lear, az Á La Carte, a Baccara és a Dschinghis Khan is remixlemezeket adott ki, illetve – az Á La Carte kivételével – újra fellépéseket vállaltak a korábbinál szűkebb, de lelkes rajongótáboruk előtt.

## Ismertebb lemezeik

### Kislemezek
- 1977 Black Is Black / Me And You
- 1977 Miss Broadway / Losing You
- 1978 Bamalama / Taste of Destruction
- 1978 Let Men Be / Sorry
- 1978 Com' On Tonight / Stranger Once Again
- 1979 Now / Com' On Tonight
- 1979 Jump Down / Lose My Man
- 1992 Black Is Black (remixes)
- 1992 Miss Broadway (8 versions)

### Albumok
- 1977 Miss Broadway
- 1978 Bamalama
- 1979 Now
- 1992 Sunshine Ecstasy

## Slágerlistás helyezések
- Black Is Black

Ausztria: 1977. december 15-étől 16 hétig. Legmagasabb pozíció: 3. hely

Norvégia: 1977. A 47. héttől 3 hétig. Legmagasabb pozíció: 7. hely

NSZK: Legmagasabb pozíció: 4. hely

Svájc: 1977. november 19-étől 10 hétig. Legmagasabb pozíció: 6. hely
- Miss Broadway

Ausztria: 1978. március 15-étől 8 hétig. Legmagasabb pozíció: 13. hely